# Kadetjesland

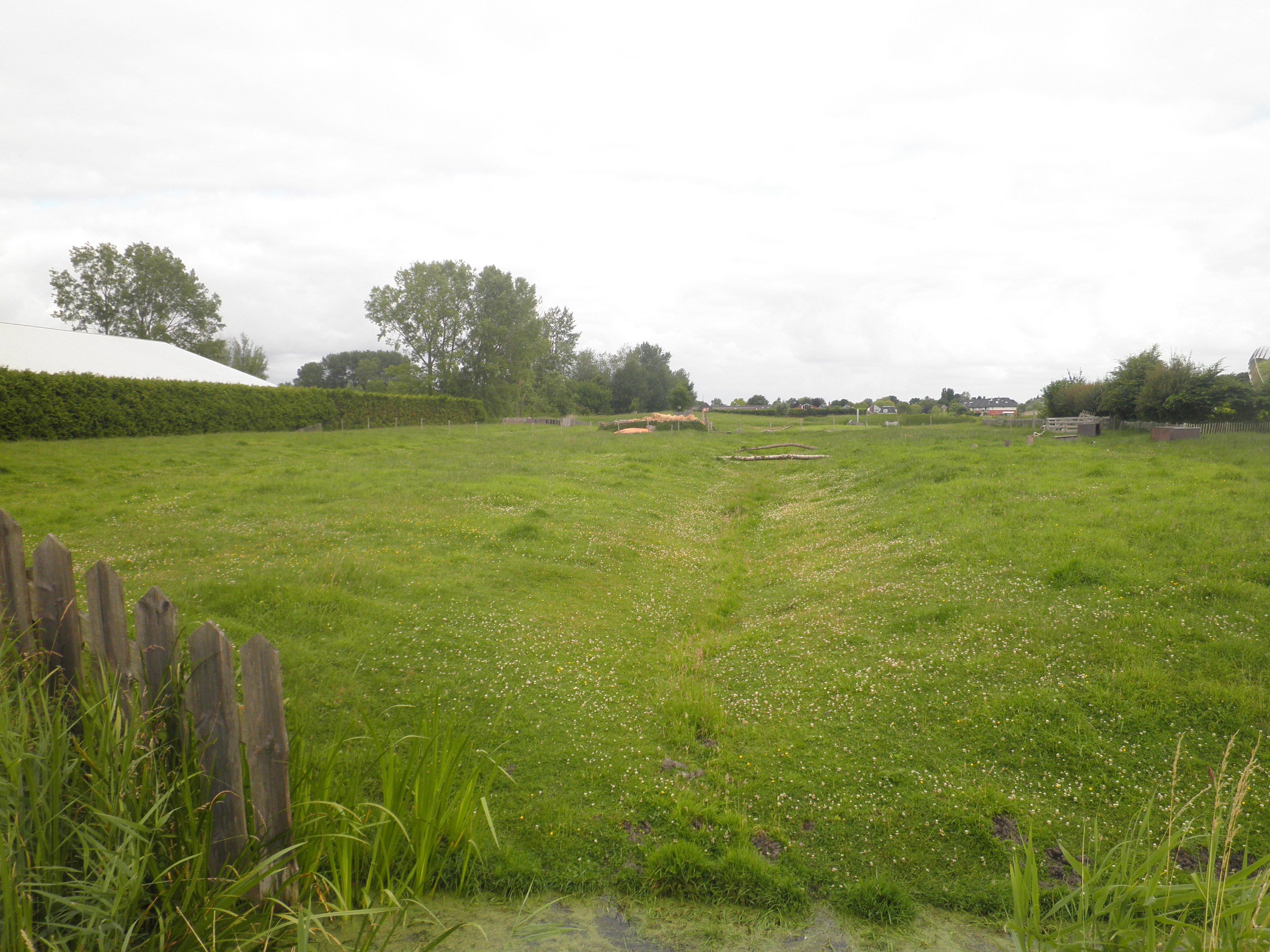
Kadetjesland aan de Westerblokker in 2014

Een kadetjesland is een weiland met microreliëf bestaande uit lange stroken grond met daarnaast geulen. Dergelijke weilanden ontstonden  in veengebieden al in de middeleeuwen. Ze komen in West-Friesland hier en daar nog voor, de meeste zijn bij ruilverkavelingen geëgaliseerd.
Kadetjesland ontstond door het inklinken van veengrond dat dooraderd was met zandige kreekruggen die op hoogte bleven. Ook werden wel sloten uitgegraven om smalle stroken weiland met de baggerspecie te verhogen. De bolle ruggen in zo'n weiland lijken van opzij gezien wel op kadetjes of broden die naast elkaar liggen.

## Westerblokker
Een dergelijk weiland ligt bij Blokker in de Noord-Hollandse gemeente Hoorn. Dat weiland, gelegen tussen Westerblokker 159 en 161. Het gebied bij Blokker bestaat uit vier verhoogde stroken land met daartussen ondiepe geulen, hierdoor ontstonden de zogenoemde kadetjes. Het weiland heeft een breedte van 74 meter bij de Westerblokker en achteraan een breedte van 76 meter. Het is ongeveer 125 meter lang. Van origine liep het door tot aan de Koewijzend. Het is in 2008 als te beschermen cultuurlandschap door de gemeente Hoorn aangewezen als gemeentelijk monument.